# Вольная борьба на летних Олимпийских играх 2016 — до 97 кг (мужчины)
Соревнования по вольной борьбе в весовой категории до 97 килограммов на летних Олимпийских играх 2016 года прошли 21 августа 2016 года на Арене Кариока 2. В этом весе приняли участие 19 спортсменов.

## Превью
Федерация Объединённый мир борьбы называет следующих спортсменов претендентами на призовые места :
Фаворит
- Действующий чемпион Европы, бронзовый призёр чемпионата мира 2013 года Анзор Болтукаев (№1 мирового рейтинга [2]). Не имея самого впечатляющего послужного списка, в 2016 году набрал отличную форму, одержав быстрые убедительные победы над многими ведущими борцами;

Претенденты
- Действующий чемпион мира Кайл Снайдер (№4);
- Ветеран борьбы, 33-летний Хетаг Газюмов (№3), начиная с бронзовой медали Олимпийских игр 2008 года, обладатель множества наград, включая ещё одну олимпийскую «бронзу», звание чемпиона мира и трижды чемпиона Европы;
- Действующий чемпион Азии Реза Яздани (№10)

Тёмные лошадки
- Радослав Баран (№7), молодой борец, набравший неплохую форму на квалификационных турнирах 2016 года;

Старички, но ещё ничего
- Бронзовый призёр Олимпийских игр 2008 года, трёхкратный чемпион Европы Георгий Кетоев (№ 12), выступавший ранее за Россию, но теперь представляющий Армению;
- Бронзовый призёр чемпионата мира Альберт Саритов (№15), выступавший ранее за Россию, но теперь представляющий Румынию;

## Турнир

### Призёры
| Золото           | Серебро                   | Бронза                       |
| Кайл Снайдер США | Хетаг Гозюмов Азербайджан | Альберт Саритов Румыния      |
| Кайл Снайдер США | Хетаг Гозюмов Азербайджан | Магомед Ибрагимов Узбекистан |